# Rittergut Olbernhau

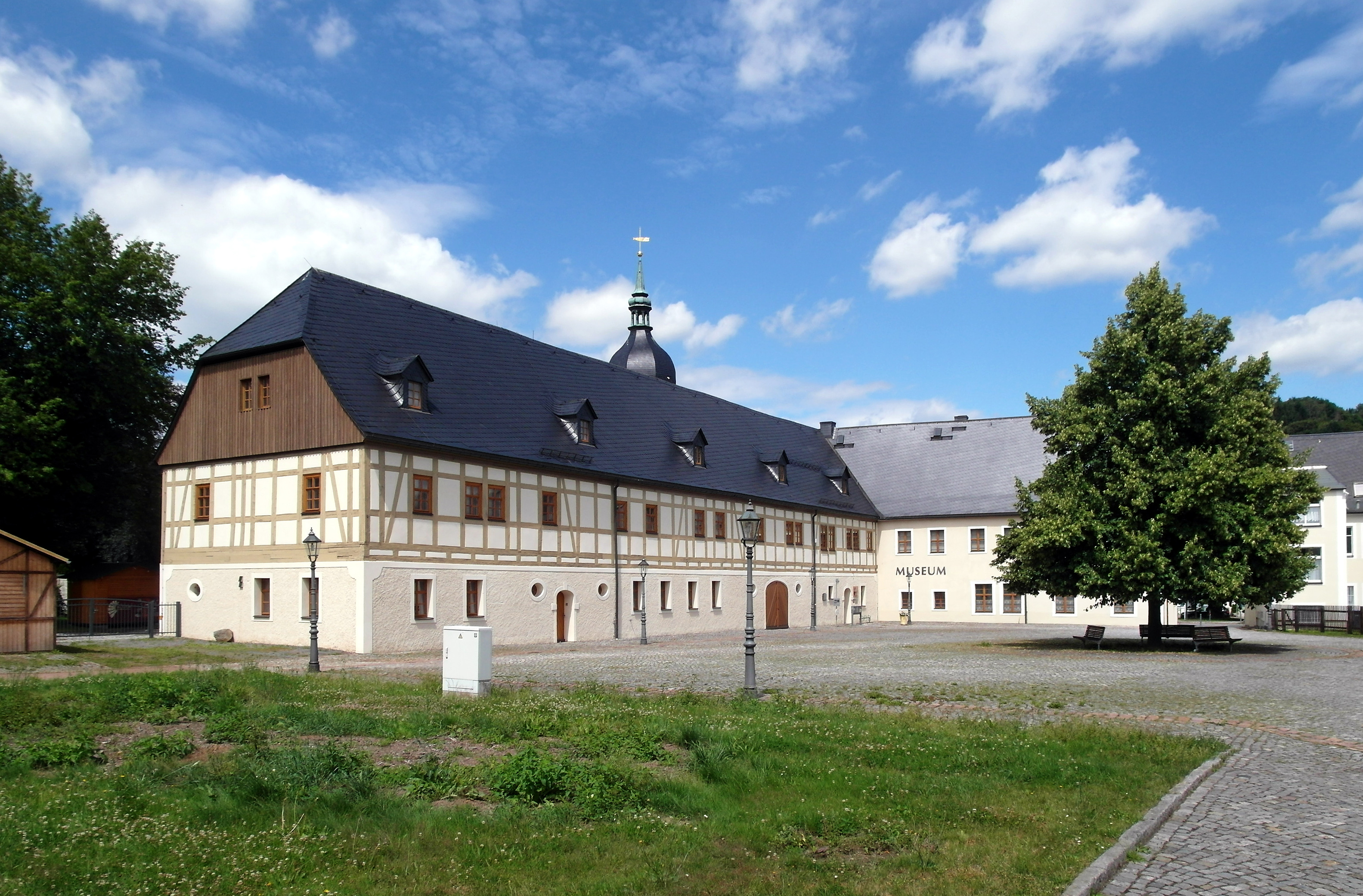
Rittergut Olbernhau (2016)

Das Rittergut Olbernhau ist ein früheres Rittergut in der Kleinstadt Olbernhau im Erzgebirgskreis im Freistaat Sachsen. Es steht unter Denkmalschutz. In ihm befinden sich heute u. a. das Haus der Heimat und die Stadtbibliothek.

## Geographische Lage
Das Rittergut Olbernhau liegt im Mittleren Erzgebirge unweit der Grenze zur Tschechischen Republik. Es befindet sich an der Westseite des Marktplatzes im Zentrum des Ortes.

## Geschichte

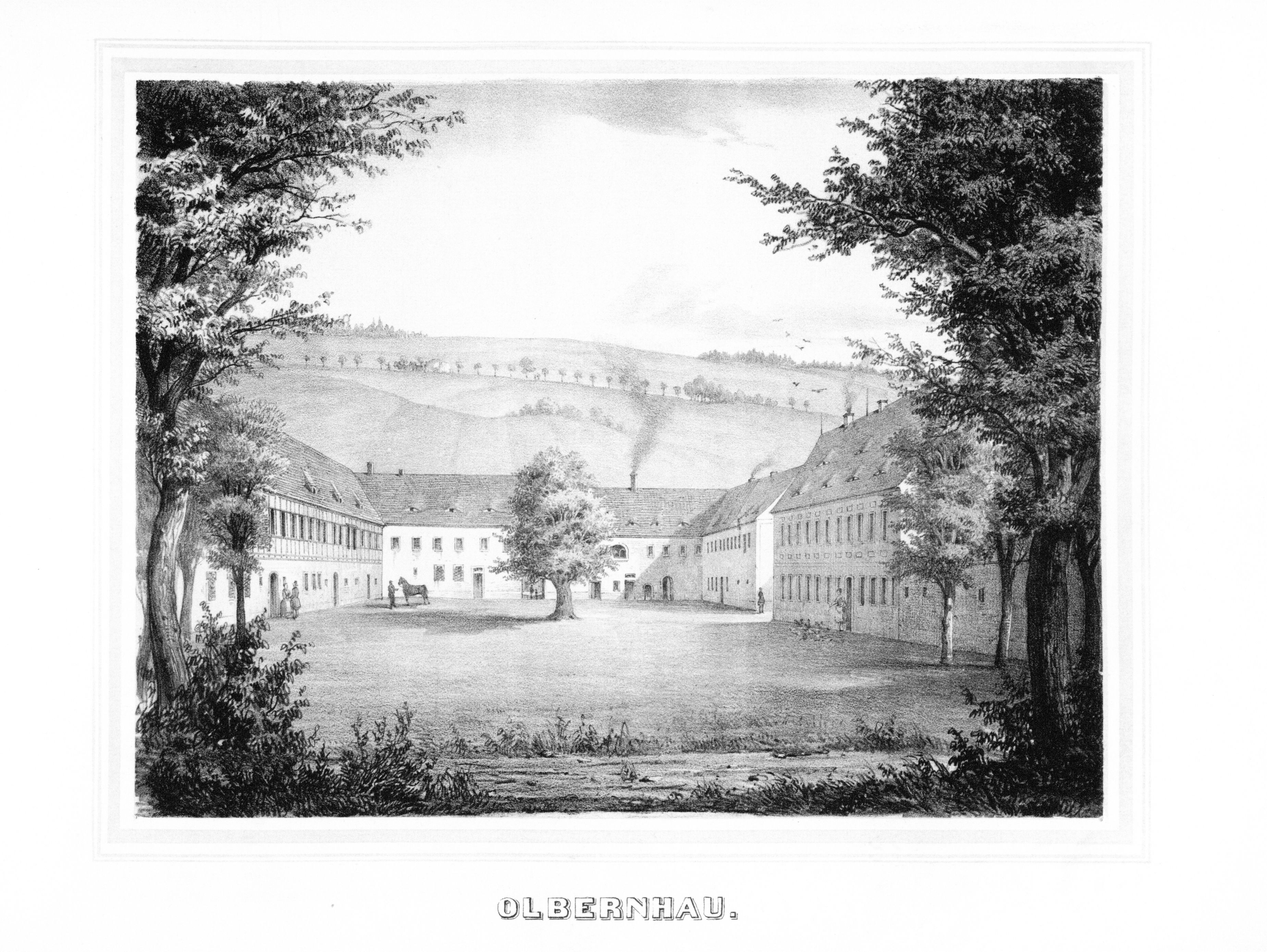
Rittergut Olbernhau (1856)

Kurz nach Ende des Dreißigjährigen Krieges wurde 1654 das Erblehngericht des Richters und kursächsischen Kammerdieners Magnus Oehmichen in Olbernhau vom Kurfürsten Johann Georg I. von Sachsen zum Rittergut erhoben, nachdem dieser 4½ Hufen Feld, einige Mühlen und Waldparzellen hinzugekauft hatte. Es war fortan Mannlehen und alle Veränderungen in Lehn- und Hypothekensachen mussten über die den kursächsischen Lehnhof in Dresden abgewickelt werden. Der Kurfürst hatte Oehmichen noch einen Fischwasserabschnitt in der Flöha nebst verschiedenen Zinsen dazugeschenkt und außerdem die Erlaubnis erteilt, das Areal des wüsten Rittergutes Rothenthal unter die Gärtner und Häusler zu verteilen. Fortan besaß der jeweilige Besitzer des Rittergutes die Ober- und Erbgerichtsbarkeit über seine Untertanen in Olbernhau und Rothenthal.
Auf Magnus Oehmichen folgte 1680 als Besitzer des Rittergutes der kurfürstlich-sächsische Oberfloßmeister und Münzinspektor Johann Georg Oehmichen, der zuvor bereits das Erbgericht Rübenau besaß. 1696 folgte als neuer Besitzer der Hofjägermeister und Floßinspektor Carl Gottlob von Leubnitz, dem es noch vor 1740 der Amtshauptmann von Berbisdorff abkaufte. Später kam das Gut an den Kabinettsminister Grafen Kleist vom Loß und von diesem an seinen Sohn, den Geheimen Rat und Hausmarschall Johann Adolf Grafen Kleist vom Loß auf Olbernhau, Hirschstein und Rothenthal, alsdann an den Oberhofjägermeister und königlich-preußischen Major Grafen Kleist vom Loß. 1767 brannte das Rittergut ab und alle Gebäude mussten wiederaufgebaut werden.
Das Rittergut Olbernhau verfügte über eine Freistelle an der Landesschule St. Afra zu Meißen.